# In viaggio con gli animali
In viaggio con gli animali (in russo Путешествие с домашними животными?, Putešestvie s domašnimi životnymi) è un film del 2007 diretto da Vera Storoževa.

## Riconoscimenti
- 2007 - Festival di Mosca
  - Giorgio d'Oro